# Valentina Gueorguieva
Valentina Gueorguieva (en búlgaro: Валентина Георгиева; Sofía, 28 de julio de 2006) es una deportista búlgara que compite en gimnasia artística.
Ganó dos medallas de plata en el Campeonato Europeo de Gimnasia Artística, en los años 2024 y 2025. Participó en los Juegos Olímpicos de París 2024, ocupando el quinto lugar en la prueba de salto de potro.

## Palmarés internacional
| Campeonato Europeo | Campeonato Europeo | Campeonato Europeo | Campeonato Europeo |
| Año                | Lugar              | Medalla            | Prueba             |
| ------------------ | ------------------ | ------------------ | ------------------ |
| 2024               | Rímini (Italia)    | Medalla de plata   | Salto de potro     |
| 2025               | Leipzig (Alemania) | Medalla de plata   | Salto de potro     |